# ساسیرج-سنت-مارتین
ساسیرج-سنت-مارتین (به فرانسوی: Sacierges-Saint-Martin) یک کمون در فرانسه است که در اندر واقع شده‌است. ساسیرج-سنت-مارتین ۳۱٫۱۷ کیلومتر مربع مساحت و ۳۱۲ نفر جمعیت دارد و ۱۳۵ متر بالاتر از سطح دریا واقع شده‌است.